# Etia nguti
Etia nguti Schliewen & Stiassny, 2003, unica specie del genere Etia, è un pesce d'acqua dolce appartenente alla famiglia Cichlidae, in incertae sedis.

## Distribuzione e habitat
Questa specie è endemica del fiume Mamfue, affluente del fiume Cross, in Camerun. I giovani prediligono vivere a riva, in acque molto basse e calme, mentre gli adulti prediligono acque più profonde ma con rami e massi affioranti.

## Descrizione
E. nguti presenta un corpo piuttosto alto e allungato, compresso ai fianchi, con muso prominente e fronte arrotondata. La bocca è piccola, leggermente spostata verso il basso. Le pinne pettorali sono trapezoidali, le pinne ventrali sono allungate e appuntite, l'anale è allungata, mentre la pinna dorsale è alta, con la parte terminale più allungata e appuntita. La pinna caudale è a delta.  La livrea è piuttosto semplice, con fondo color sabbia chiaro con riflessi metallici: ogni scaglia ha al centro una debole chiazza rossa orlata di blu così che lungo i fianchi si susseguano continue file di blu e rosso, appena visibili. Appena dopo le branchie compare una macchia irregolare nera, più o meno accentuata per ogni individuo. Le pinne sono gialle, più o meno trasparenti; sulla pinna caudale compaiono delicati puntini azzurri.

Raggiunge una lunghezza massima di 13 cm.

## Riproduzione
Depone le uova in buche scavate sul fondale ma successivamente le femmine (più raramente i maschi) incubano le uova in bocca (sono Ciclidi incubatori orali).

## Alimentazione
E. nguti si nutre prevalentemente di detriti ed occasionalmente di insetti e piante.

## Acquariofilia
Questa specie, non molto diffusa in commercio, è allevata dagli appassionati di ciclidi africani.